# Melkus Post
Melkus Post – samochód wyścigowy projektu i konstrukcji Melkusa, zbudowany według przepisów Formuły 3.

## Historia
Pojazd ten został zbudowany w 1954 roku i był oparty na Cooperze T31, jednak w przeciwieństwie do niego z tyłu używał osi De Dion. Napędzany był przez jednocylindrowy, motocyklowy silnik JAP; nie wiadomo, jak Heinz Melkus wszedł w posiadanie tej jednostki. Model osiągał prędkość 175 km/h.
Melkus Post uczestniczył we Wschodnioniemieckiej Formule 3 w latach 1955–1958. Jego kierowca, Heinz Melkus, zdobył tytuł mistrzowski w 1958 roku.

## Wyniki we Wschodnioniemieckiej Formule 3
| Legenda oznaczeń w tabelach wyników Wyświetl szablon na nowej stronie | Legenda oznaczeń w tabelach wyników Wyświetl szablon na nowej stronie                                                                     |
| Oznaczenie                                                            | Wyjaśnienie |
| --------------------------------------------------------------------- | --- |
| Złoty                                                                 | Zwycięzca lub mistrzostwo |
| Srebrny                                                               | 2. miejsce lub wicemistrzostwo |
| Brązowy                                                               | 3. miejsce lub II wicemistrzostwo |
| Zielony                                                               | Ukończył, punktował (w klasyfikacji generalnej, gdy zdobył co najmniej jeden punkt na przestrzeni sezonu, poza trzema powyższymi opcjami) |
| Niebieski                                                             | Ukończył, nie punktował (w klasyfikacji generalnej, gdy nie zdobył co najmniej jednego punktu na przestrzeni sezonu)                      |
| Czerwony                                                              | Nie zakwalifikował się (NZ) |
| Czerwony                                                              | Nie prekwalifikował się (NPK) |
| Różowy                                                                | Nie ukończył (NU) |
| Różowy                                                                | Niesklasyfikowany (NS) (w klasyfikacji generalnej, gdy nie został sklasyfikowany w żadnym wyścigu sezonu)                                 |
| Czarny                                                                | Zdyskwalifikowany (DK) |
| Czarny                                                                | Wykluczony (WYK/EX) |
| Biały                                                                 | Nie wystartował (NW) |
| Biały                                                                 | Kontuzjowany (K/INJ) |
| Biały                                                                 | Wyścig odwołany (OD/C) |
| Bez koloru                                                            | Został wycofany (WYC/WD) |
| Bez koloru                                                            | Nie przybył (NP/DNA) |
| Bez koloru                                                            | Nie brał udziału w treningach (NT/DNP) |
| Bez koloru                                                            | Nie został zgłoszony (–) |
| Pogrubienie                                                           | Start z pole position |
| Kursywa                                                               | Najszybsze okrążenie wyścigu |
| †                                                                     | Nie ukończył, ale jego rezultat został zaliczony ze względu na przejechanie więcej niż 90% dystansu wyścigu.                              |
| *                                                                     | Sezon w trakcie |
| 1/2/3                                                                 | Punktowana pozycja w sprincie kwalifikacyjnym                                                                                             |
| Lista systemów punktacji Formuły 1                                    | |

| Sezon | Zespół           | Silnik | Kierowcy     | Wyniki w poszczególnych eliminacjach | Wyniki w poszczególnych eliminacjach | Wyniki w poszczególnych eliminacjach | Wyniki w poszczególnych eliminacjach | Wyniki w poszczególnych eliminacjach | Wyniki w poszczególnych eliminacjach | Wyniki kierowców | Wyniki kierowców |
| 1955  |                  |        |              |                                      |                                      |                                      |                                      |                                      |                                      | Pkt.             | Msc.             |
| ----- | ---------------- | ------ | ------------ | ------------------------------------ | ------------------------------------ | ------------------------------------ | ------------------------------------ | ------------------------------------ | ------------------------------------ | ---------------- | ---------------- |
| 1955  | BSG Post Dresden | JAP    | Heinz Melkus | 2                                    | NU                                   | 4                                    | NU                                   |                                      |                                      | 4                | 4                |
| 1956  |                  |        |              |                                      |                                      |                                      |                                      |                                      |                                      | Pkt.             | Msc.             |
| 1956  | BSG Post Dresden | JAP    | Heinz Melkus | NU                                   | NU                                   | ?                                    | NU                                   |                                      |                                      | 0,5              | 3                |
| 1957  |                  |        |              |                                      |                                      |                                      |                                      |                                      |                                      | Pkt.             | Msc.             |
| 1957  | BSG Post Dresden | JAP    | Heinz Melkus | ?                                    | ?                                    | 5                                    | -                                    |                                      |                                      | 4                | 3                |
| 1958  |                  |        |              |                                      |                                      |                                      |                                      |                                      |                                      | Pkt.             | Msc.             |
| 1958  | MC Dresden       | JAP    | Heinz Melkus | 5                                    | NU                                   | 3                                    | 2                                    | 8                                    | NU                                   | 16               | 1                |